# Sommer-Paralympics 2024/Powerlifting
Bei den Sommer-Paralympics 2024 in Paris wurden in insgesamt 20 Wettbewerben im Bankdrücken (auch: Powerlifting oder Gewichtziehen) Medaillen vergeben. Die Entscheidungen fielen zwischen dem 4. und dem 8. September 2024.

## Klassen
Alle Sportlerinnen und Sportler mit einer funktionellen Einschränkung der unteren Gliedmaßen oder Hüften, die sie am Stehend-Gewichtheben hindert, treten in verschiedenen Körpergewichtsklassen an.
Zu diesen funktionellen Einschränkungen gehören:
- Orthopädische Behinderung
- Zerebralparese
- Neurologische Behinderung
- Paraplegie und Tetraplegie
- Progressive neurologische Behinderung

Es gibt 20 Gewichtsklassen, 10 für Männer und 10 für Frauen.

## Medaillen

### Frauen
| Gewichtsklasse | Gold                  | Silber     | Bronze             |
| -------------- | --------------------- | ---------- | ------------------ |
| 41 kg          | Cui Z.                | E. Nworgu  | L. de Lima         |
| 45 kg          | Guo L.                | Z. Newson  | N. Muratlı         |
| 50 kg          | C. Fuentes Monasterio | Xiao J.    | O. Broome          |
| 55 kg          | R. Ahmed              | B. Duman   | K. Kraratpet       |
| 61 kg          | O. Mark               | Cui J.     | A. Pérez Vázquez   |
| 67 kg          | Tan Y.                | F. Elyan   | M. Costa de Castro |
| 73 kg          | M. D'Andrea           | R. Kuzieva | S. Çam             |
| 79 kg          | Han M.                | B. Omolayo | S. Hassan          |
| 86 kg          | T. Medeiros           | Zheng F.   | M. Serrano         |
| +86 kg         | F. Oluwafemiayo       | Deng X.    | N. Ali             |

### Männer
| Gewichtsklasse | Gold           | Silber                | Bronze               |
| -------------- | -------------- | --------------------- | -------------------- |
| 49 kg          | O. Qarada      | A. Kayapınar          | L. V. Công           |
| 54 kg          | D. Degtjarjow  | P. Ramírez Barrientos | Yang J.              |
| 59 kg          | M. Elmenyawy   | Qi Y.                 | M. Bakhtiar          |
| 65 kg          | Zou Y.         | M. Swan               | H. Bettir            |
| 72 kg          | Bonnie B. G.   | Hu P.                 | D. Telesca           |
| 80 kg          | R. Rostami     | Gu X.                 | R. Mohsin            |
| 88 kg          | Yan P.         | M. Elelfat            | J. Babynez           |
| 97 kg          | A. Khattab     | Ye J.                 | F. Torres            |
| 107 kg         | A. Gharibshahi | E. Sodnompildschee    | J. de Jesús Castillo |
| +107 kg        | A. Aminzadeh   | A. Krjukow            | A. Dschintscharadse  |

## Medaillenspiegel
| Medaillenspiegel Powerlifting | Medaillenspiegel Powerlifting | Medaillenspiegel Powerlifting   | Medaillenspiegel Powerlifting | Medaillenspiegel Powerlifting | Medaillenspiegel Powerlifting |
| Platz                         | Land                          | Goldmedaille – Paralympiasieger | Silbermedaille – 2. Platz     | Bronzemedaille – 3. Platz     | Gesamt                        |
| ----------------------------- | ----------------------------- | ------------------------------- | ----------------------------- | ----------------------------- | ----------------------------- |
| 1                             | China                         | 6                               | 8                             | 1                             | 15                            |
| 2                             | Iran                          | 3                               | –                             | 1                             | 4                             |
| 3                             | Ägypten                       | 2                               | 2                             | 2                             | 6                             |
| 4                             | Nigeria                       | 2                               | 2                             | –                             | 4                             |
| 5                             | Brasilien                     | 2                               | –                             | 2                             | 4                             |
| 6                             | Jordanien                     | 2                               | –                             | –                             | 2                             |
| 7                             | Kasachstan                    | 1                               | –                             | –                             | 1                             |
| 7                             | Malaysia                      | 1                               | –                             | –                             | 1                             |
| 7                             | Venezuela                     | 1                               | –                             | –                             | 1                             |
| 10                            | Türkei                        | –                               | 2                             | 2                             | 4                             |
| 11                            | Großbritannien                | –                               | 2                             | 1                             | 3                             |
| 12                            | Ukraine                       | –                               | 1                             | 1                             | 2                             |
| 13                            | Kuba                          | –                               | 1                             | –                             | 1                             |
| 13                            | Mongolei                      | –                               | 1                             | –                             | 1                             |
| 13                            | Usbekistan                    | –                               | 1                             | –                             | 1                             |
| 16                            | Mexiko                        | –                               | –                             | 2                             | 2                             |
| 17                            | Algerien                      | –                               | –                             | 1                             | 1                             |
| 17                            | Chile                         | –                               | –                             | 1                             | 1                             |
| 17                            | Kolumbien                     | –                               | –                             | 1                             | 1                             |
| 17                            | Georgien                      | –                               | –                             | 1                             | 1                             |
| 17                            | Irak                          | –                               | –                             | 1                             | 1                             |
| 17                            | Italien                       | –                               | –                             | 1                             | 1                             |
| 17                            | Thailand                      | –                               | –                             | 1                             | 1                             |
| 17                            | Vietnam                       | –                               | –                             | 1                             | 1                             |